# Joseph Germain-Lacour
Joseph Germain-Lacour (né le 2 novembre 1860 à Moulins-sur-Orne mort le 23 avril 1912 à Levallois-Perret) est un poète français.

## Biographie
Il vécut à Moulins-sur-Orne et à Paris. Il fut aussi, à Guerquesalles, assistant du baron Armand de Mackau,, député et conseiller général de l'Orne. Il était membre de la Société historique et archéologique de l'Orne et de l'Académie des sciences, arts et belles-lettres de Caen. Il a souvent contribué à leurs activités et à leurs publications. Il est inhumé à Moulins-sur-Orne.
Il obtint en 1885, au concours de poésie organisé par Le Figaro,,, la deuxième nomination sur près d'un millier de concurrents. Il a eu des échanges réguliers avec Gustave Le Vavasseur,, Paul Harel, Ernest Millet et d'autres poètes normands qui ont, comme lui, chanté la vie en Normandie à son époque. Gérard Walch, dans le tome 2 de son Anthologie des poètes français contemporains, le qualifie de poète exquis à l'âme tendre et douce, spirituelle et mélancolique. La Bibliothèque nationale de France propose la consultation ou le téléchargement de Avec des rimes et de Les Temples vides qui fut couronné par l'Académie française, ces deux œuvres ont aussi fait l'objet d'une réédition récente.

## Principales publications
- Sur tous les tons, sonnets, 1883.
- Avec des rimes. Rimes éparses. Variantes amoureuses. Conte d'hiver, 1885.
- Si vous vouliez !, paroles de Joseph Germain-Lacour, musique de Louis Gregh, 1886.
- Les Clairières, poésies, 1888.
- Les Temples vides, poésies, 1891.
- Le Blanc et le Noir, scène en vers, 1894.
- Le Jardin fermé, poésies, à titre posthume, 1913.

## Pour approfondir